# Brayan Beckeles
Brayan Antonio Beckeles (La Ceiba, 28 novembre 1985) è un calciatore honduregno, difensore dell'Olimpia e della nazionale honduregna.

## Palmarès

### Competizioni nazionali
- Campionato honduregno: 1

Olimpia: 2019 Apertura